# VOO Wolves Verviers-Pepinster
O VOO Wolvers Verviers-Pepinster é um clube profissional de basquetebol sediado nas cidades de Veviers e Pepinster, Bélgica que atualmente disputa a Liga Belga. Foi fundado em 1938 e manda seus jogos no ginásio Halle du Paire que possui capacidade de 4.000 espectadores.

## Títulos
- 1x Campeão da Copa da Bélgica (1980)